# 다카야나기 마사요시
다카야나기 마사요시(일본어: 高柳 昌賢, 1994년 7월 11일 ~ )는 일본의 축구 선수이다.

## 구단 경력
그는 2015년부터 2018년까지 J리그의 가이나레 돗토리, FC 류큐에서 활동하였다.